# Per-Göran Ylander

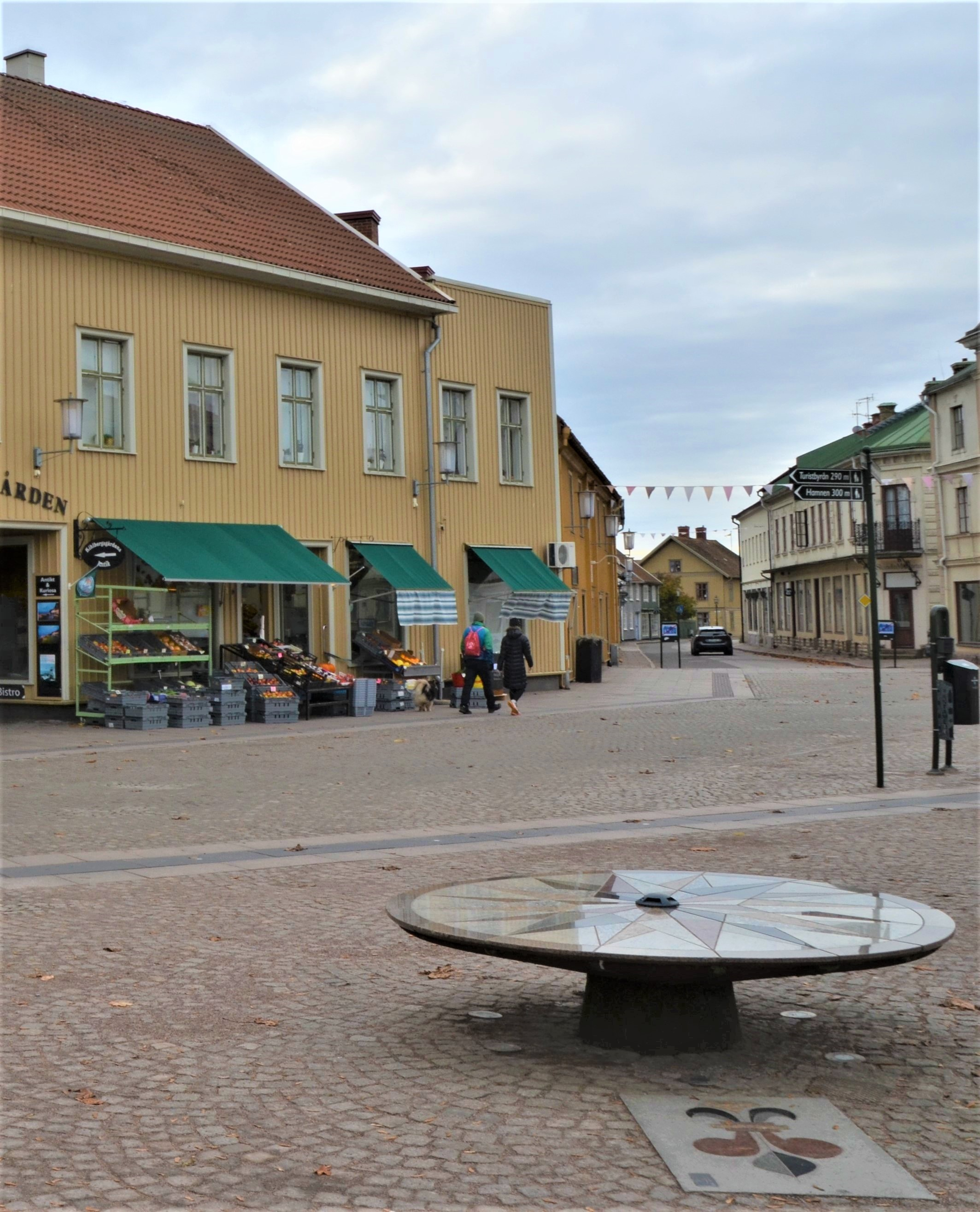
Kompassrosen på Stora Torget i Hjo. I bakgrunden Kihlbergsgården och mynningen av Långgatan

Per-Göran Evert Ylander, född 15 december 1946, är en svensk arkitekt.
Per-Göran Ylander utbildade sig till arkitekt på Chalmers tekniska högskola 1967–1971. Han var stadsarkitekt i Hjo stad 1981–2007. Hjo fick under denna period hedersmedalj 1990 från kulturarvsorganisationen Europa Nostra för bevarandet av sin träarkitektur.
Han har bland annat skapat Kompassrosen i granit på Stora Torget 2012 i samband med den omgestaltning av torget som genomfördes 2011–2012.